# العصر الجليدي: ظهور الديناصورات
العصر الجليدي: ظهور الديناصورات (بالإنجليزية: Ice Age: Dawn of the Dinosaurs) هو فيلم فنتازيا أُصدر في الولايات المتحدة في العام 2009. وهو الجزء الثالث من سلسلة أفلام العصر الجليدي.

## القصة
تدور قصة الجزء الثالث والذي صدر صيف 2009 والذي يستكمل قصة حيوانات العصر الجليدي الذي جمعتهم الظروف والصداقة، وهم الحيوان الكسلان (سيد) والماموث (ماني) والنمر ذو الأنياب (ديجو). يقابل الماموث «ماني» رفيقته الماموث «إلي»، وينجبان ماموث صغير أنثى، ويسميانها «خوخة». فيغار الحيوان الكسول ويود أيضاً أن يكون عائلة، فعن طريق الصدفة يجد 3 بيضات، فيأخذها ليربيها ويصبح أماً لها، عن غير دراية، وعندما تفقس هذه البيوض يجد أنها بيوض لديناصور، وتأتي أم هذه الديناصورات لتسترد أبنائها، فتأخذهم وتأخذ معهم الكسول، فتبدأ المغامرة من هذه اللحظة في حين تبدأ الحيوانات والأصدقاء في مسيرتهم للبحث عن صديقهم الكسول، وفي طريقهم ينضم إليهم شخصية جديدة في هذا الجزء ألا وهو ابن عرس (بك) أو (بكمنستر)، والذي يمثل شخصية النمس الشجاع الذي يعيش في عالم الديناصورات والذي كان له بالغ الأثر في استعادة صديقهم وإنقاذهم من العديد من المشكلات التي تواجههم في طريقهم إليه.

## طاقم التمثيل
- راي رومانو
- جون ليجويزامو
- كوين لطيفة

## الميزانية والإيرادات
بلغت تكلفة إنتاج الفيلم حوالي 90 مليون دولار بينما حقق أرباحاً تقدر بـ 885,685,000 دولار.

## وصلات خارجية
- العصر الجليدي: ظهور الديناصورات على موقع IMDb (الإنجليزية)
- العصر الجليدي: ظهور الديناصورات على موقع ميتاكريتيك (الإنجليزية)
- العصر الجليدي: ظهور الديناصورات على موقع روتن توميتوز (الإنجليزية)
- العصر الجليدي: ظهور الديناصورات على موقع نتفليكس (الإنجليزية)
- العصر الجليدي: ظهور الديناصورات على موقع ألو سيني (الفرنسية)
- العصر الجليدي: ظهور الديناصورات على موقع Turner Classic Movies (الإنجليزية)
- العصر الجليدي: ظهور الديناصورات على موقع أول موفي (الإنجليزية)
- العصر الجليدي: ظهور الديناصورات على موقع بوكس أوفيس موجو (الإنجليزية)
- العصر الجليدي: ظهور الديناصورات على موقع فيلمافينيتي (الإسبانية)
- العصر الجليدي: ظهور الديناصورات على موقع قاعدة بيانات الأفلام السويدية (السويدية)
- Official website على موقع واي باك مشين (نسخة محفوظة mdy)
- Ice Age: Dawn of the Dinosaurs  في قاعدة بيانات الأفلام على الإنترنت (بالإنجليزية)
- Ice Age: Dawn of the Dinosaurs على موقع أول موفي.